# 海地競技會
海地競技會（Racing Club Haïtien）是一支位於海地太子港的職業足球會，目前於海地足球甲級聯賽 角逐。

## 外部連結
- Official website （页面存档备份，存于）